# Bernard Jones (cầu thủ bóng đá, sinh năm 1934)
Bernard Jones (sinh ngày 10 tháng 4 năm 1934) là một cựu cầu thủ bóng đá người Anh thi đấu ở vị trí tiền đạo. Trong suốt sự nghiệp, ông có 95 lần ra sân ở Football League cho Northampton Town, Cardiff City và Shrewsbury Town.